# Brantuas
Brantuas (llamada oficialmente San Xián de Brantuas) es una parroquia española del municipio de Puenteceso, en la provincia de La Coruña, Galicia.

## Otras denominaciones
La parroquia también se denomina San Julián de Brantuas o San Xulián de Brantuas.

## Entidades de población
Entidades de población que forman parte de la parroquia:
- Ángeles (Os Ánxeles)
- Brantuas de Abajo (Brantuas de Abaixo)
- Brantuas de Arriba

## Demografía
| Gráfica de evolución demográfica de Brantuas entre 2000 y 2019 |
|                                                                |
| Datos según el nomenclátor publicado por el INE.               |